# Peter Frigast
Ernst Peter Lütken Frigast (* 13. Dezember 1889 in Kopenhagen; † 29. November 1968 ebenda) war ein dänischer Tennisspieler und Golfer.

## Leben
Peter Frigast war Mitglied des Akademisk Boldklub und der erste Däne, der im Golf und Tennis Erfolge erzielen konnte. Im Tennis war er viermaliger dänischer Tennismeister, 1911 im Einzel sowie 1914, 1915 und 1917 im Doppel. Im Golf gewann er den Titel in den Jahren von 1918 bis 1921. Seine Frau und sein Sohn gewannen ebenfalls nationale Titel – Marie Louise Rigast war dänische und skandinavische Meisterin und ihr gemeinsamer Sohn Peter holte 1945 und 1948 den dänischen Meistertitel.
Das einzige große Turnier Frigasts im Tennis neben den nationalen Turnieren spielte er 1912 bei den Olympischen Sommerspielen in Stockholm. Im Rasen-Einzel unterlag er zum Auftakt dem späteren Olympiasieger Charles Winslow in drei Sätzen und konnte in diesem Match mit 10 eigenen Spielgewinnen gut mithalten. Im Doppel trat er mit Ove Frederiksen an. Zusammen unterlagen sie den Deutschen Luis Heyden und Robert Spies.